# Lov na mrke
Lov na mrke je zasledovanje in opazovanje sončevih mrkov po celi Zemlji. Sončevi mrki se morajo nekje na Zemlji zgoditi najmanj dvakrat na leto, včasih pa tudi petkrat. Popolni mrki se lahko zgodijo večkrat na vsakih nekaj let.
Oseba, ki love in išče mrke, je znana kot umbrafil, kar pomeni senčelovec. Umbrafili pogosto potujejo okoli sveta za mrke in uporabljajo različna orodja, ki jim pomagajo opazovati Sonce, med katerimi so očala za opazovanje Sonca, pa tudi teleskopi.
Tri prebivalci New Yorka, Glenn Schneider, Jay Pasachoff in John Beattie, so vsak posebej videli 33 sončevih mrkov, kar je trenutni rekord (od leta 2017). Donald Liebenberg, profesor astronomije na Univerzi v Clemsonu v Južni Karolini, jih je s potovanji v Turčijo, Zambijo, Kitajsko, Pukapuko in drugod videl 26 .

## Zgodovina
V 19. stoletju sta Mabel Loomis Todd, ameriška pisateljica, in njen mož David Peck Todd, profesor astronomije na Kolidžu Amherst, potovala okoli sveta, da bi opazovala sončeve mrke. Med sončevim mrkom 30. junija 1973 so Donald Liebenberg in skupina strokovnjakov za mrke opazovali mrk na krovu ladje Concorde ter doživeli 74 minut popolnosti, saj so se premikali skupaj z njim.